# Бенджаминов колибри
Бенджаминов колибри (лат. Urosticte benjamini) — вид птиц из семейства колибри. Обитают в Колумбии, Эквадоре и Перу. Мало что известно об этих птицах, так как они редко кормятся на открытых пространствах, где их можно наблюдать. Питаются насекомыми и на маленьких цветах. Гнездо делается из листвы, а также мхов и папоротников, обычно около крутых оврагов.
Видовой эпитет дан в честь Бенджамина Лидбитера (1830—1890), старшего сына Джона Лидбитера (1800—1856).

## Описание
Самцы достигают в длину 9, самки — 7,5 см. И самцы, и самки имеют большое белое пятно за глазом, а белая нижняя половина центральных перьев хвоста самца создает видимость большого белого пятна на хвосте. Самки зеленые сверху и белые снизу с обширными зелеными пятнами. Прямой чёрный клюв длиной около 20 мм.